# نويكلوستر
نويكلوستر (بالألمانية: Neukloster) هي بلدة ألمانية تقع في ألمانيا في مكلنبورغ فوربومرن. يقدر عدد سكانها بـ 4,011 نسمة .